# Leptogenys antillana
Leptogenys antillana (лат.) — вид муравьёв (Formicidae) рода Leptogenys из подсемейства Ponerinae. Эндемик Гаити.

## Описание
Мелкие муравьи коричневого цвета (усики и ноги светлее). От близких видов отличаются следующими признаками: голова субквадратная, срединная доля клипеуса треугольной формы, вершина тупо заостренная с срединной щетинкой; сложный глаз слабо выпуклый, его длина составляет около четверти длины латерального края головы, глаз расположен латерально на среднем расстоянии головы; мезонотум дугообразный, в 5 раз шире своей длины; петиоль субквадратный при виде сбоку, передний край вертикальный, короче заднего края. Жвалы вытянутые, сомкнутые прикасаются к клипеусу (без зазора между ними). Голова короткая (CI: 100—103). Голова и брюшко, в основном, гладкие и блестящие, с мелкими пунктурами. Стебелёк состоит из одного членика (петиоль). Петиоль выше своей длины. Усики рабочих и самок 12-члениковые. Нижнечелюстные щупики 4-члениковые. Претергиты абдоминального сегмента IV со стридулитрумом. Средние и задние голени с 2 вершинными шпорами. Коготки лапок гребенчатые. Вид был впервые описан в 1914 году американскими энтомологами Уилямом Уилером и У. Манном (США).

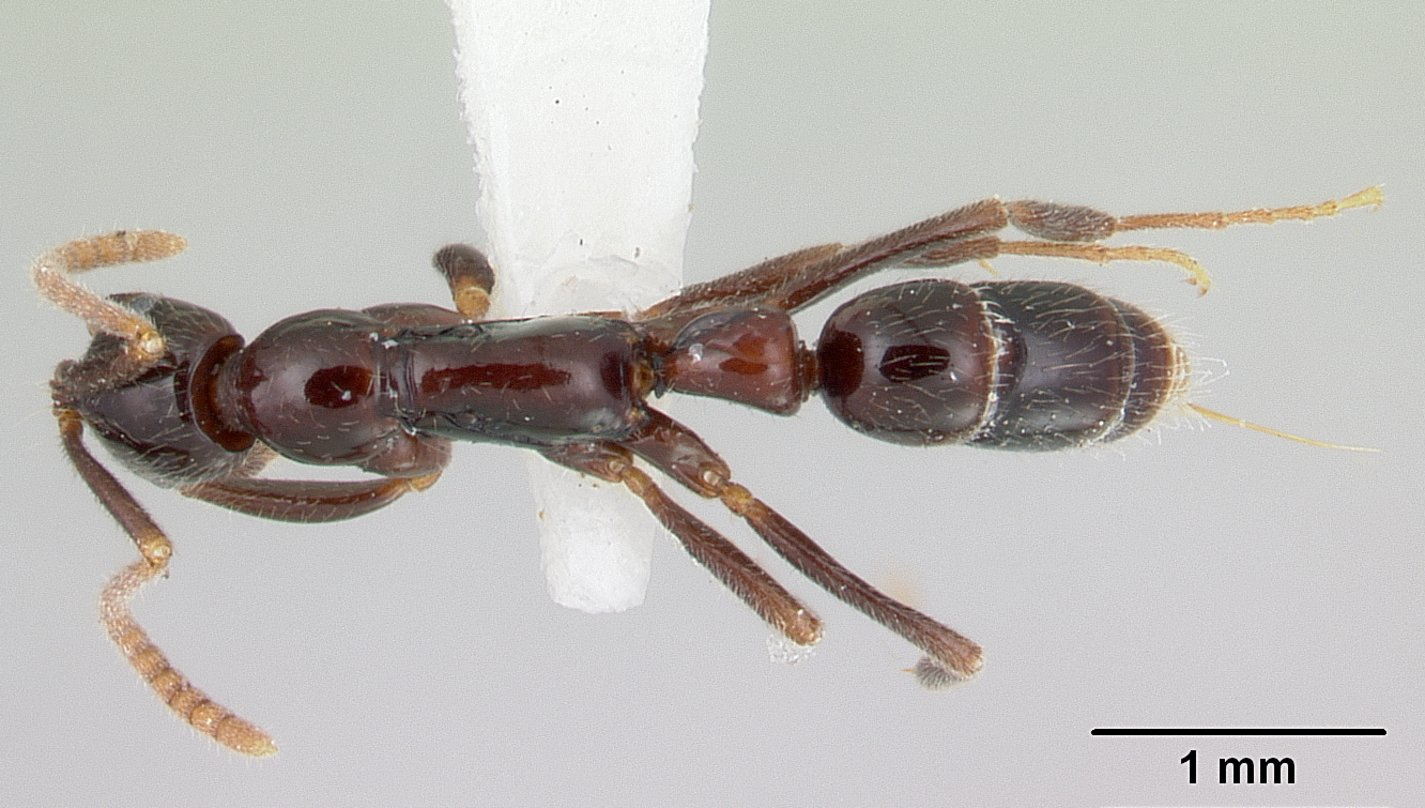
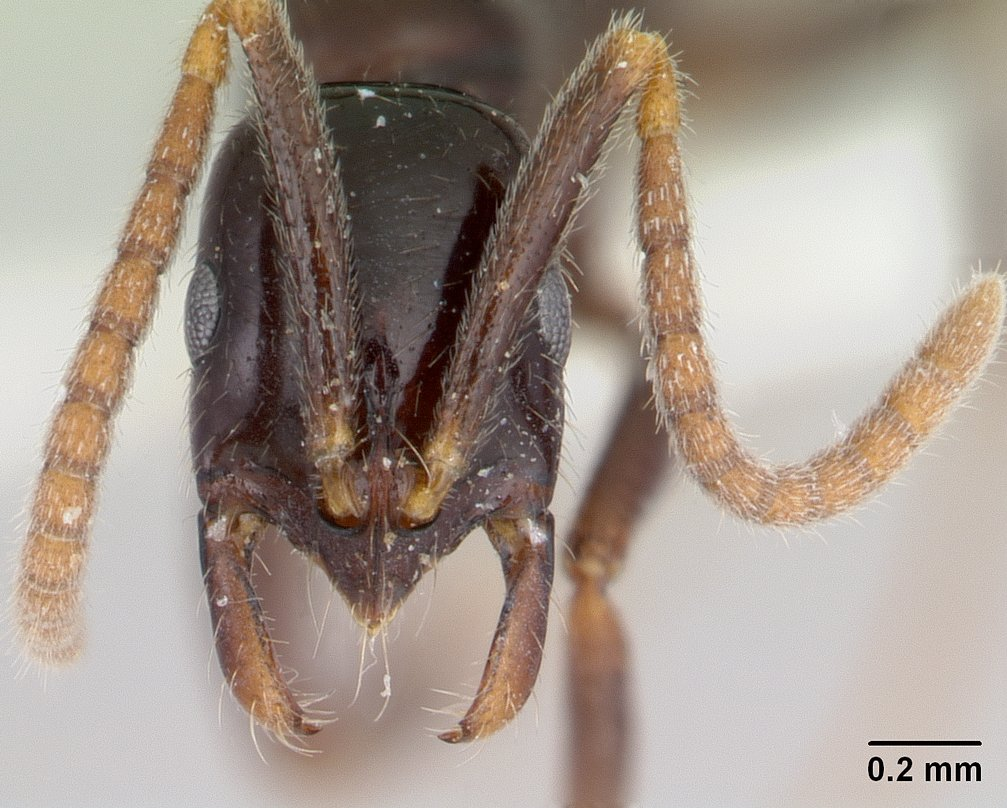